# Río Yuspe
El Río Yuspe es un importante río de la provincia de Córdoba, República Argentina, que se encuentra en la zona serrana, cuya naciente se ubica en la región Norte de la Pampa de Achala, más exactamente en la región del macizo conocido como Los Gigantes.
De características endorreicas, este río es, junto al río San Francisco, el principal afluente del río Cosquín, que desemboca en el lago San Roque, por el extremo norte, quien da origen al río Suquía o Primero.
El curso del río Yuspe es bien definido y tortuoso (propio de cualquier curso de agua que desciende de una zona pedregosa). Por ser un río que es alimentado por numerosas vertientes (o manantiales), su volumen de agua varía a lo largo del año. En la temporada invernal su cauce se reduce a un pequeño e insignificante curso de agua que apenas alcanza para sostener la vida de algunos anfibios, peces y plantas, mientras que en temporada estival, sus repentinas crecidas o riadas, pueden alcanzar alturas de hasta 10 metros en la región denominada Juntura de los Ríos, que es donde se une al Río San Francisco, para formar el río Cosquín. Esto lo lleva a ser un río de características torrentosas.

No es un río de características navegables, y a lo largo de su recorrido, posee sectores arenosos en los que algunos turistas encuentran un sitio ideal para esparcimiento, aunque sus aguas pueden resultar un tanto frías para algunos.

No es un río que reciba gran volumen de turistas. Acceder a sus márgenes, desde su desembocadura, es relativamente sencillo, pero luego de algunos kilómetros de remontarlo aguas arriba, ascendiendo hacia la naciente en Los Gigantes, la tarea se torna muy dificultosa, ya que al discurrir por quebradas (especie de cañón de medianas proporciones), horadadas en la roca maciza a lo largo de miles de años, 

En algunos sectores, es necesario el uso de vehículos de tracción integral para acceder a él, e incluso en otros, es inaccesible, aún remontandolo por su cauce.

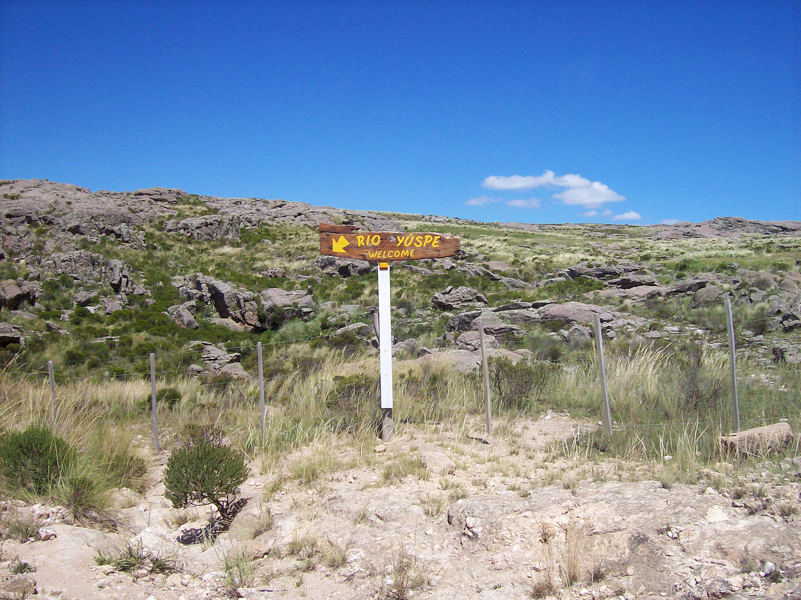

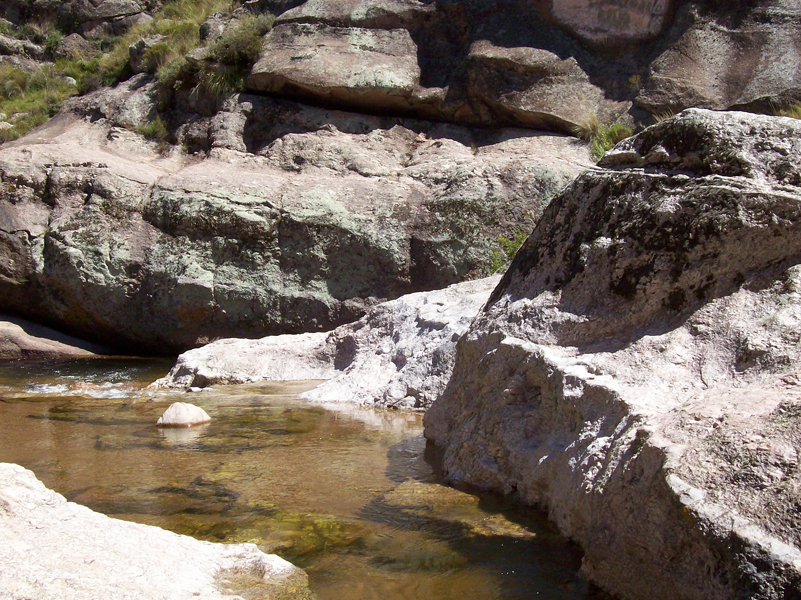

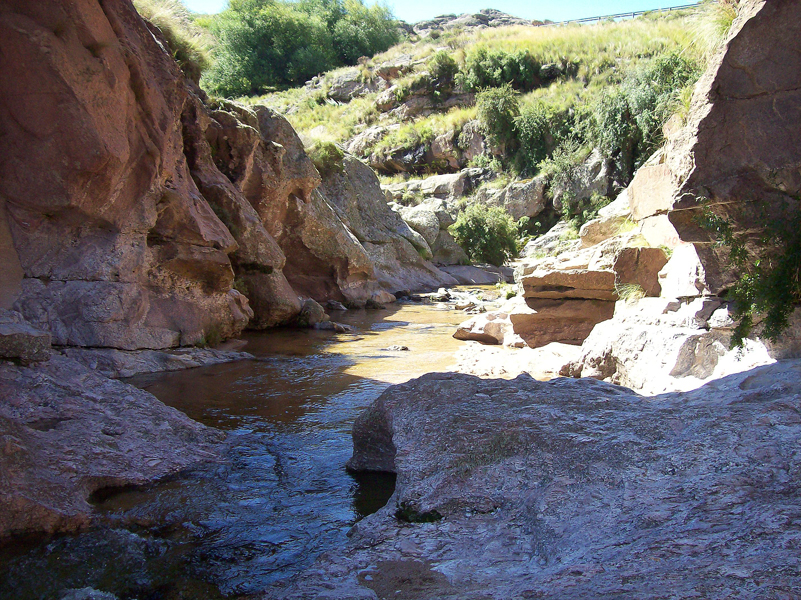

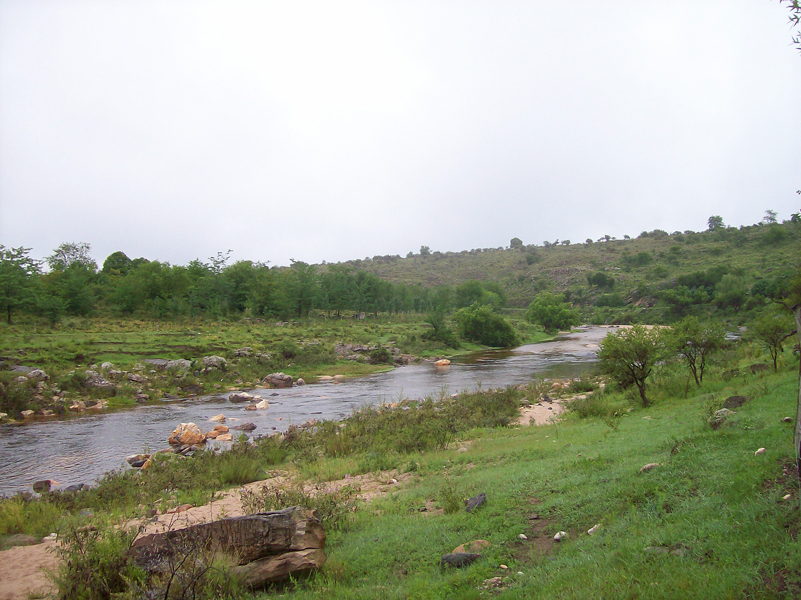
El río en cercanías de Cosquín

- Datos: Q5665475